# Dasyatis fluviorum
Dasyatis fluviorum és una espècie de peix de la família dels dasiàtids i de l'ordre dels myliobatiformes.

## Morfologia
- Els mascles poden assolir 130 cm de longitud total i 6.120 g de pes.[1][2][3]

## Reproducció
És ovovivípar.

## Alimentació
Menja marisc.

## Hàbitat
És un peix de clima tropical (4°S-33°S) i bentopelàgic.

## Distribució geogràfica
Es troba a l'oceà Pacífic occidental: Nova Guinea i Austràlia (des del Territori del Nord fins al nord de Nova Gal·les del Sud).

## Observacions
És inofensiu per als humans.